# Luca Lezzerini
Luca Lezzerini (ur. 24 marca 1995 w Rzymie) – włoski piłkarz występujący na pozycji bramkarza we włoskim klubie Venezia. Wychowanek Fiorentiny, w trakcie swojej kariery grał także w Avellino. Młodzieżowy reprezentant Włoch.